# 1947年5月20日の日食

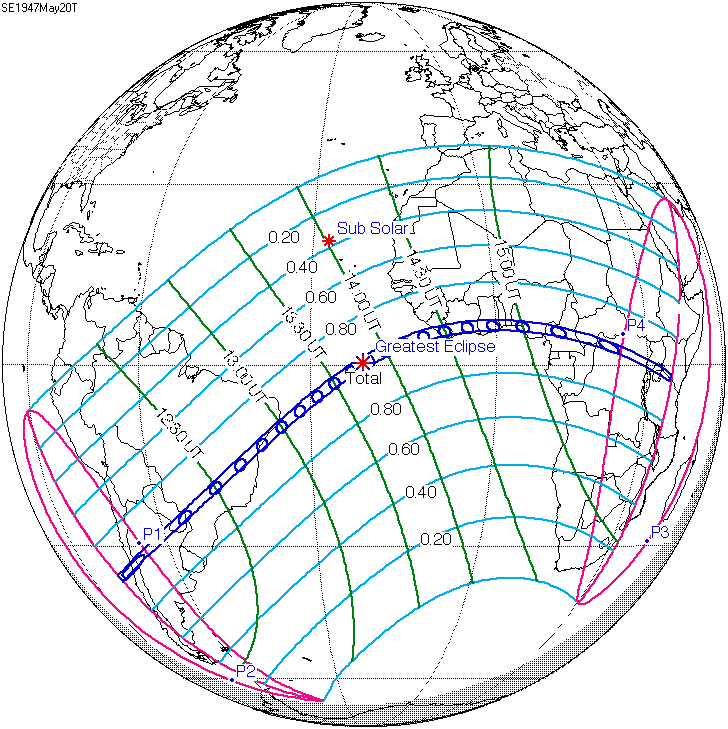

1947年5月20日の日食は、1947年5月20日に観測された日食である。チリ、アルゼンチン、パラグアイ、ブラジル、リベリア、フランス領西アフリカ、イギリス領ゴールド・コースト、フランス領トーゴランド、イギリス領ナイジェリア、フランス領トーゴランド、フランス領赤道アフリカ、ベルギー領コンゴ、イギリス領ウガンダ、イギリス領タンガニーカ、イギリス領ケニアで皆既日食が観測され、南アメリカのほとんど、アフリカの大部分及び以上の地域の周辺の一部で部分日食が観測された。

## 通過した地域
皆既帯が通過した、皆既日食が見えた地域はチリ（首都サンティアゴを含む）、アルゼンチン北部、パラグアイ南東部、ブラジル南東部、リベリア、フランス領西アフリカ（現在のコートジボワール南部とベナン南部）（主要都市アビジャン、ポルトノボ、コトヌーを含む）、イギリス領ゴールド・コースト（現在のガーナ）南部（首都アクラを含む）、フランス領トーゴランド（現在のトーゴ）南部（首都ロメを含む）、イギリス領ナイジェリア（現在のナイジェリア）南部（主要都市ラゴスを含む）、フランス領カメルーン（現在のカメルーンに属する）、フランス領赤道アフリカ（現在の中央アフリカ南西部とコンゴ共和国北部のごく小さい部分）、ベルギー領コンゴ（現在のコンゴ民主共和国）北部、イギリス領ウガンダ（現在のウガンダ）南部、イギリス領タンガニーカ（現在のタンザニアに属する）北部、イギリス領ケニア（現在のケニアに属する）南西部だった。また、南米最高峰アコンカグアは皆既帯の北緣にあり、山頂と南麓で皆既日食が見えた。世界最大のイグアスの滝も皆既帯にあった。
また、皆既日食が見えなくても、部分日食が見えた地域は南アメリカのほとんど（北西部を除く）、アフリカのほとんど（フランス保護領チュニジア（現在のチュニジア）北端、マダガスカル中東部とその東にある島を除く）、スペイン南部、アラビア半島中西部、南極半島北端だった。

## 観測
カナダ王立天文学会はブラジルのアラシャに観測隊を派遣した。しかし、皆既日食がある現地時間の午前には空が雲に覆われ、部分食の始めに太陽の光が雲の隙間に差し込んでいても、その後天気は改善していなかった。日食が終わる正午の後、午後に晴れきた。結果、観測隊は日食中の風と空の輝度の変化を記録した。オーストラリアの電波天文学者は最初にブラジルで電波観測をし、オーストラリアの電波天文学の発展を促進しようと計画したが、当時オーストラリアからブラジルまでの観測機械の輸送がイギリスのロンドンを経由することしかできず、日食の前に間に合わなく、観測を諦めた。ソ連の観測隊はブラジルで電波観測をした。